# Niptodes minimus
Niptodes minimus là một loài bọ cánh cứng trong họ Ptinidae. Loài này được Heyden miêu tả khoa học năm 1870.